# Schwanstetten
Schwanstetten is een plaats in de Duitse deelstaat Beieren, en maakt deel uit van het Landkreis Roth.
Schwanstetten telt 7.317 inwoners.
Abenberg · Allersberg · Büchenbach · Georgensgmünd · Greding · Heideck · Hilpoltstein · Kammerstein · Rednitzhembach · Rohr · Roth · Röttenbach · Spalt · Schwanstetten · Thalmässing · Wendelstein